# Ferenc Kirchknopf
Ferenc János Mihály Kirchknopf (* 9. Juni 1878 in Budapest; † 1. März 1949 in Mád) war ein ungarischer Ruderer.

## Biografie
Ferenc Kirchknopf begann seine sportliche Laufbahn im Radsport, ehe er dem Pannónia Evezős Egylet beitrat und mit dem Rudern begann. Auf nationaler Ebene wurde er 10-facher Meister. Mit dem ungarischen Achter gewann er bei den Europameisterschaften 1910 und 1922 die Bronze- und 1921 die Silbermedaille. Darüber hinaus nahm er bei den Olympischen Sommerspielen 1908 mit dem ungarischen Boot in der Achter-Regatta teil. Jedoch ohne einen Medaillengewinn. Nach seinem Rücktritt vom Rudersport wurde Kirchknopf Präsident des ungarischen Radsportverbands und sorgte für die Ausrichtung der Bahnradsport-Weltmeisterschaften 1928 in Budapest. Kirchknopf war zudem maßgeblich daran beteiligt, dass das Magyar Olimpiai Bizottság nach dem Ersten Weltkrieg wieder Teil des IOCs wurde. Infolge seiner Leistungen wurde er vom ungarischen Staatsoberhaupt Miklós Horthy zum Berater der Regierung ernannt.